# Turistická značená trasa 7879
 Turistická značená trasa 7879 je 5,5 km dlouhá žlutě značená trasa Klubu českých turistů v okrese Přerov spojující Týn nad Bečvou s hřebenem Maleníku. Převažující směr trasy je nejprve východní a poté jižní.

## Průběh trasy
Turistická trasa má svůj počátek v centru Týna nad Bečvou na rozcestí s červeně značenou trasou 0611 z Lipníka nad Bečvou do Hranic. Z ní je odsud vedena i krátká rovněž červeně značená odbočka k místnímu kostelu. Trasa 7879 vede z počátku východním směrem ulicí Svobody na okraj zástavby obce, kde přechází na asfaltovou komunikaci Gabrielka pozvolna stoupající zalesněným severním svahem hřebenu. V závěrečné třetině tohoto úseku vede v souběhu s modře značenou trasou 2219 vedoucí od hradu Helfštýna do Hranic. Na rozcestí Kamenka souběh končí, trasa 7879 se stáčí k jihu a zalesněným údolím potoka stoupá po asfaltové komunikaci k jihu. Po dosažení hřebene končí na rozcestí u turistické chaty U Huberta. Průchozí je zde hřebenová červeně značená trasa 0611 a navazuje zde modře značená trasa 2281 do Chropyně.

## Historie
Turistická trasa byla nejdříve vyznačena po souběh strasou 2219 a až později prodloužena na svůj současný konec.

## Turistické zajímavosti na trase
- Muzeum Bedřicha Smetany v Týně nad Bečvou
- Pomník obětem první a druhé světové války v Týně nad Bečvou
- Socha svatého Jana Nepomuckého v Týně nad Bečvou
- Studánka Za Gabrielkou
- Studánka Gabrielka
- Turistická Chata U Huberta

Cesta a studánky nesou jméno po Gabriele Smetanové, dceři Bedřicha Smetany, která v útlém věku zesnula v Týně nad Bečvou.